# Wiktor Pawlowitsch Kotschubei

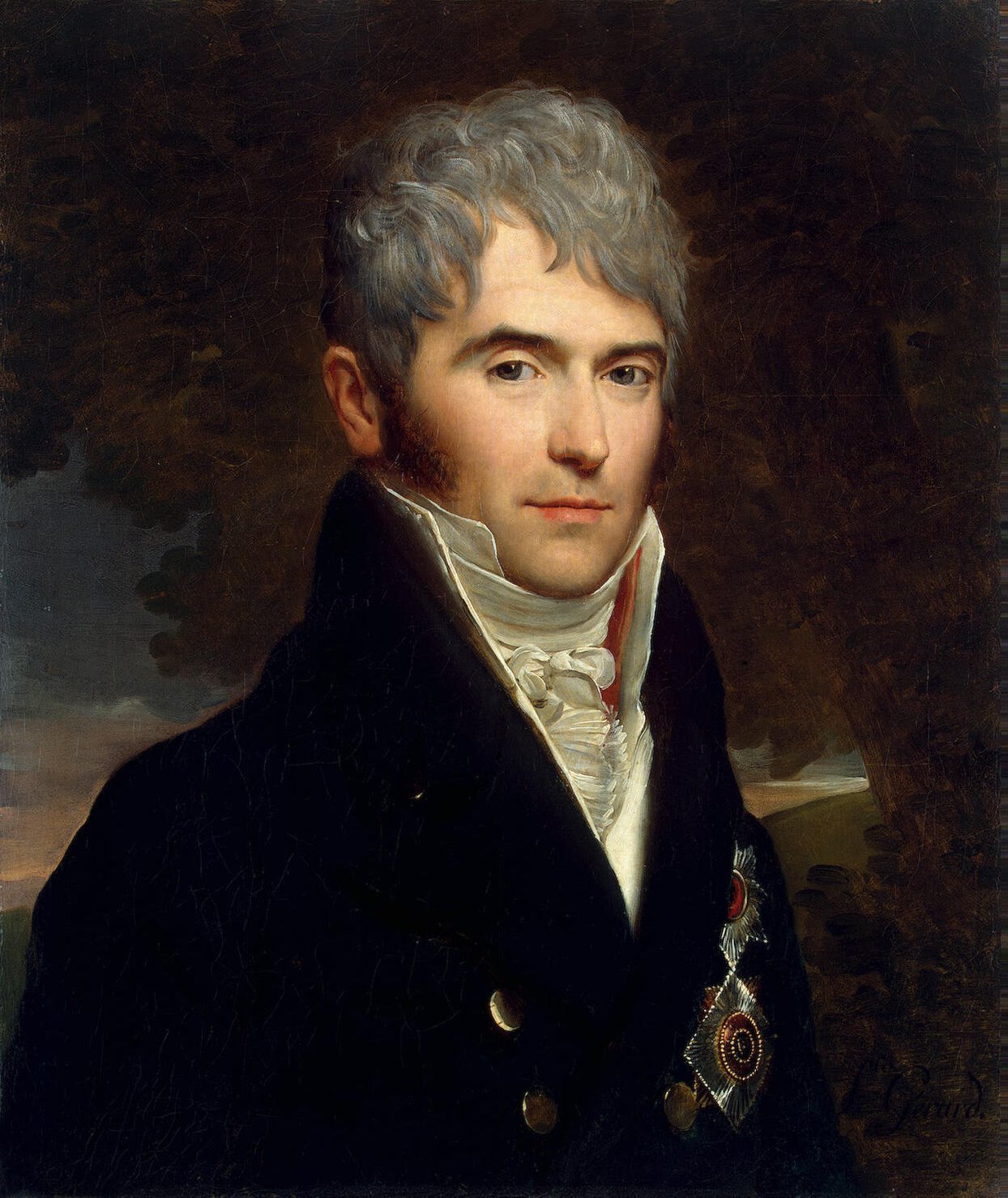
Fürst Wiktor Kotschubei (Gemälde von François Pascal Simon Gérard)

Fürst Wiktor Pawlowitsch Kotschubei (russisch Виктор Павлович Кочубей; ukrainisch Віктор Павлович Кочубей; * 11.jul. / 22. November 1768greg. in Dykanka, Gouvernement Poltawa, Russisches Kaiserreich, heute Ukraine; † 3.jul. / 15. Juni 1834greg. in Moskau, Russisches Kaiserreich) war ein Angehöriger der ukrainischen Adelsfamilie und Politiker des Russischen Reiches, Vertrauter Zar Alexanders I.

## Leben
Kotschubei entstammte einer kosakischen Adelsfamilie und wurde auf dem Landsitz seines Vaters in Dykanka geboren. Er war zunächst im diplomatischen Dienst an den russischen Botschaften in London und Paris und später im Osmanischen Reich tätig. Nach der Reform der zaristischen Regierung durch Alexander I. hatte er 1801–1802 das Amt des Außenministers und anschließend 1802–1807 und erneut 1819–1825 das Amt des Innenministers inne. 1834 wurde er zum Kanzler (Канцлер) des Russischen Reichs ernannt, starb jedoch kurze Zeit später.
Die komponierende Fürstin Jelisaweta Kotschubei war eine Schwiegertochter Kotschubeis.

## Auszeichnungen und Ehrungen
- 15. Juni 1802 Verleihung des preußischen Schwarzen Adlerordens[2] 1819 wurde er Ehrenmitglied der Russischen Akademie der Wissenschaften in St. Petersburg.[3]